# Змелик, Роберт
Роберт Змелик (чеш. Robert Změlík; род. 18 апреля 1969, Простеёв) — чешский легкоатлет, специалист по многоборьям. Выступал за сборные Чехословакии и Чехии по лёгкой атлетике в 1988—1997 годах, чемпион летних Олимпийских игр в Барселоне, чемпион мира в помещении, серебряный призёр чемпионата Европы в помещении, победитель Кубка Европы в командном зачёте.

## Биография
Роберт Змелик родился 18 апреля 1969 года в городе Простеёве Оломоуцкого края.
Впервые заявил о себе в десятиборье на международном уровне в сезоне 1988 года, когда вошёл в состав чехословацкой национальной сборной и побывал на юниорском мировом первенстве в Садбери, откуда привёз награду серебряного достоинства.
В 1989 году соревновался уже среди элитных спортсменов, занял тринадцатое место в прыжках в длину на чемпионате Европы в помещении в Гааге, стал пятым в десятиборье на летней Универсиаде в Дуйсбурге.
В 1990 году на чемпионате Европы в помещении в Глазго был девятым в прыжках в длину, тогда как на чемпионате Европы в Сплите показал четвёртый результат в десятиборье.
На чемпионате мира в помещении 1991 года в Севилье стартовал в беге на 60 метров с барьерами и в прыжках в длину: в первом случае сошёл с дистанции и не показал никакого результата, во втором — стал шестым. На чемпионате мира в Токио занял в десятиборье четвёртое место.
В 1992 году на чемпионате Европы в помещении в Генуе выиграл серебряную медаль в программе семиборья, уступив здесь только французу Кристиану Плазья. Благодаря череде удачных выступлений удостоился права защищать честь страны на летних Олимпийских играх в Барселоне — с личным рекордом в 8611 очков превзошёл всех соперников и завоевал золотую олимпийскую медаль. По итогам сезона признан лучшим спортсменом Чехословакии.
После разделения Чехословакии выступал за сборную Чешской Республики. Так, в 1993 году представлял страну в многоборьях на чемпионате мира в помещении в Торонто и на чемпионате мира в Штутгарте — в обоих случаях вынужден был досрочно завершить выступление.
В 1995 году в десятиборье занял четырнадцатое место на чемпионате мира в Гётеборге.
Находясь в числе лидеров чешской национальной сборной, благополучно прошёл отбор на Олимпийские игры 1996 года в Атланте — на сей раз с результатом в 8422 очка расположился в итоговом протоколе соревнований на седьмой строке.
В 1997 году в семиборье одержал победу на чемпионате мира в помещении в Париже. На Кубке Европы в Таллине занял шестое место в личном зачёте десятиборья и помог своим соотечественникам выиграть мужской командный зачёт. На чемпионате мира в Афинах досрочно завершил выступление.
Завершил спортивную карьеру в 1998 году в возрасте 29 лет.